# (21290) Vydra
(21290) Vydra est un astéroïde de la ceinture principale.

## Description
(21290) Vydra est un astéroïde de la ceinture principale. Il fut découvert le 9 novembre 1996 à l'Observatoire Kleť par Miloš Tichý et Zdeněk Moravec. Il présente une orbite caractérisée par un demi-grand axe de 2,67 UA, une excentricité de 0,05 et une inclinaison de 15,4° par rapport à l'écliptique.

## Compléments